# Appenzeller Bahn

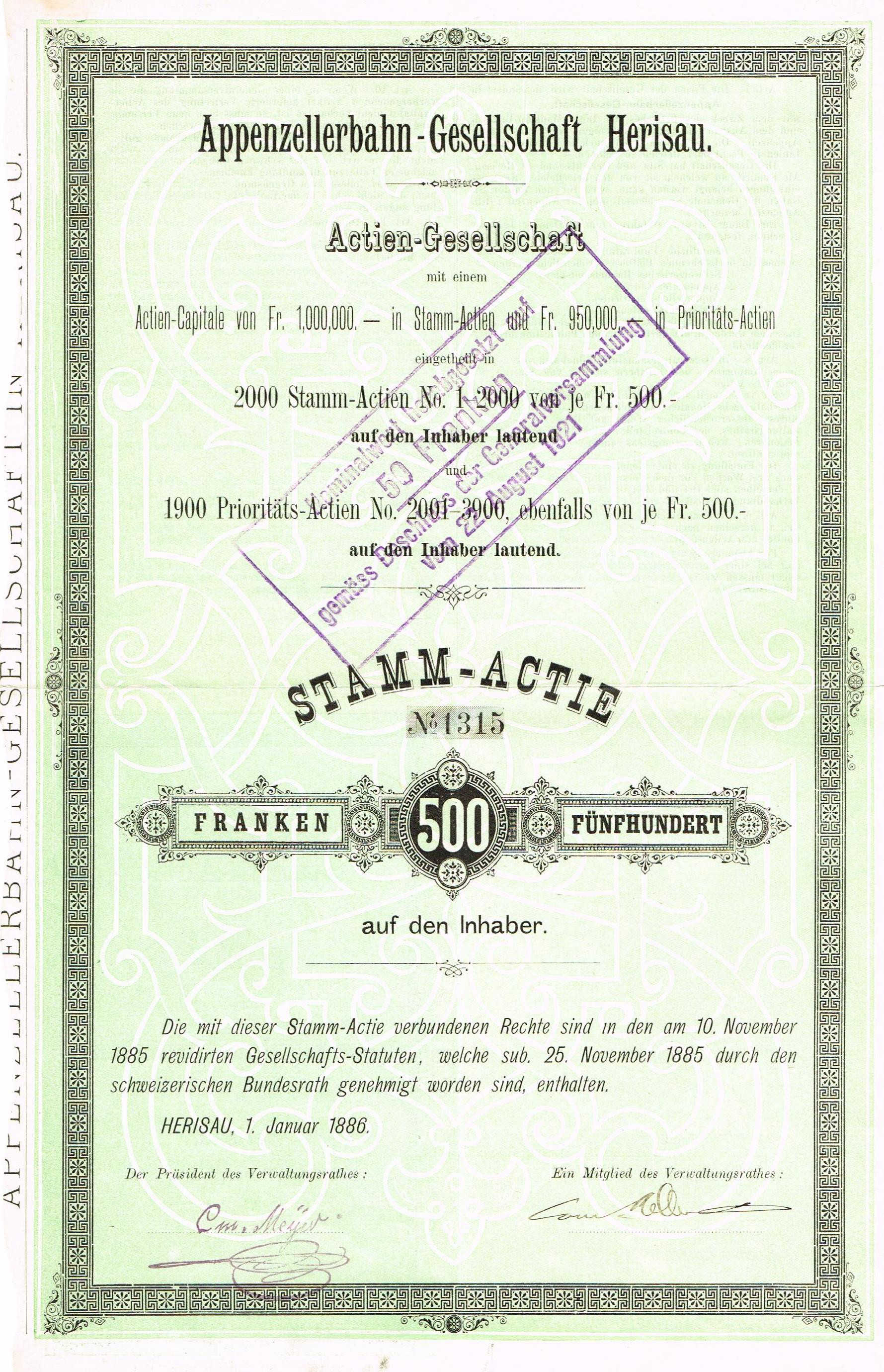
Stamm-Aktie über 500 Franken der Appenzellerbahn-Gesellschaft vom 1. Januar 1886

Werbeplakat der SBB von 1904

Appenzeller Bahn (AB) war von 1885 bis 1988 der Name der in den Appenzeller Bahnen aufgegangenen und 1872 unter dem Namen Schweizerische Gesellschaft für Localbahnen (SLB) gegründeten Schweizer Bahngesellschaft mit Sitz in Herisau. Sie betrieb die meterspurige Bahnstrecke Winkeln/Gossau SG–Herisau–Urnäsch–Appenzell.
Die Appenzeller Bahn übernahm 1947 die Appenzell-Weissbad-Wasserauen-Bahn (AWW). Per 1. Januar 1988 fusionierte sie mit der Elektrischen Bahn St. Gallen–Gais–Appenzell (SGA) zu den Appenzeller Bahnen (AB). 2006 fusionierten die Appenzeller Bahnen mit weiteren Bahngesellschaften im Appenzellerland.

## Geschichte
Durch die Schweizerische Gesellschaft für Localbahnen (SLB) wurde am 12. April 1875 die Strecke Winkeln–Herisau eröffnet, die am 21. September bis Urnäsch verlängert wurde. Die Gesellschaft mit Sitz in Basel strebte die Ausführung weiterer Bahnprojekte an. Das sich wegen der dauernden Finanzknappheit die Strecken Stäfa–Wetzikon und Muri–Affoltern–Ägeri nicht realisieren liessen, folgte 1885 die Umbenennung der Gesellschaft in Appenzellerbahn-Gesellschaft, kurz Appenzeller Bahn. Die Appenzeller Bahn konnte am 16. August 1886 die Weiterführung der Strecke zwischen Urnäsch und Appenzell in Betrieb nehmen, womit die konzessionierte Strecke vollendet war.
Durch die Verlängerung der Appenzeller-Strassenbahn St. Gallen–Gais nach Appenzell erwuchs der AB seit 1904 starke Konkurrenz.
Mit der Eröffnung der Bodensee-Toggenburg-Bahn (BT) am 3. Oktober 1910 wurde der Kopfbahnhof in Herisau mit der Spitzkehre aufgegeben und durch den von der BT erstellten Gemeinschaftsbahnhof abgelöst (→ siehe Abschnitt Planung und Bau im Artikel Bahnhof Herisau). Der Mühlebühltunnel wurde durch einen Neubau in tieferer Lage ersetzt.
Die Konkurrenz zur Normalspurstrecke der BT machte sich auf dem Abschnitt Herisau–Winkeln der AB bemerkbar. So wurde entschieden, stattdessen Gossau SG an das Schmalspurnetz anzuschliessen. Am 1. Oktober 1913 wurde der neue Abschnitt Herisau–Gossau eröffnet, die alte Strecke Herisau–Winkeln stillgelegt und abgebrochen.
Obwohl die Appenzeller Bahn noch im Jahr 1929 zwei Dieseltriebwagen ABCFm 2/4 nahm, stellte sie am 23. April 1933 auf elektrischen Betrieb um.
Per 1. Januar 1947 fusionierte die Appenzeller Bahn unter Beibehaltung des Namens mit der 1912 eröffneten Appenzell-Weissbad-Wasserauen-Bahn (AWW).
1970 schufen die AB und die St. Gallen-Gais-Appenzell-Altstätten-Bahn (SGA) nach langwierigen Diskussionen eine gemeinschaftliche Direktion. Per 1. Januar 1988 fusionierten sie schliesslich miteinander zu den Appenzeller Bahnen.

## Bilder

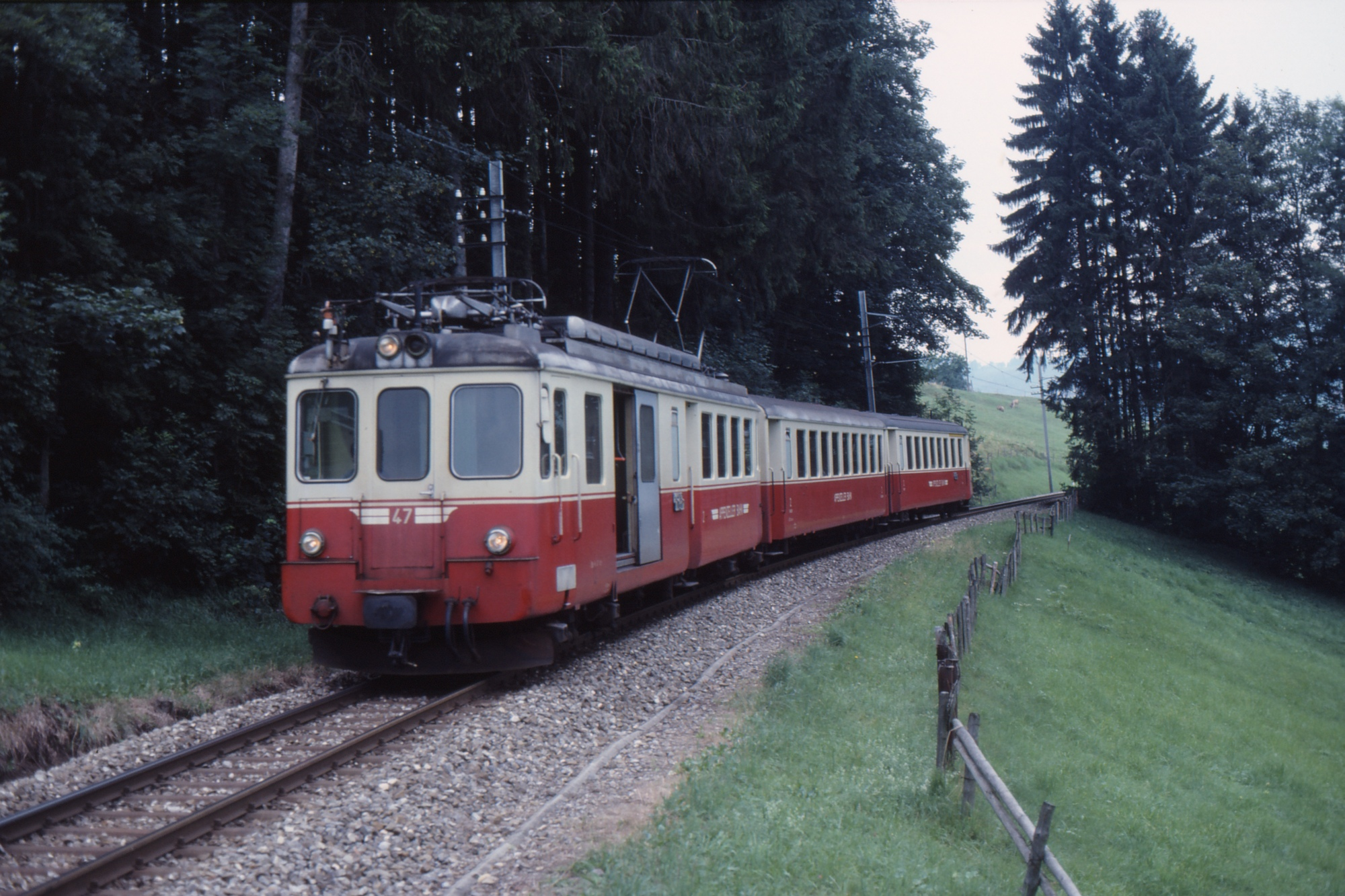
BDe 4/4 47 oberhalb Appenzell, 1983
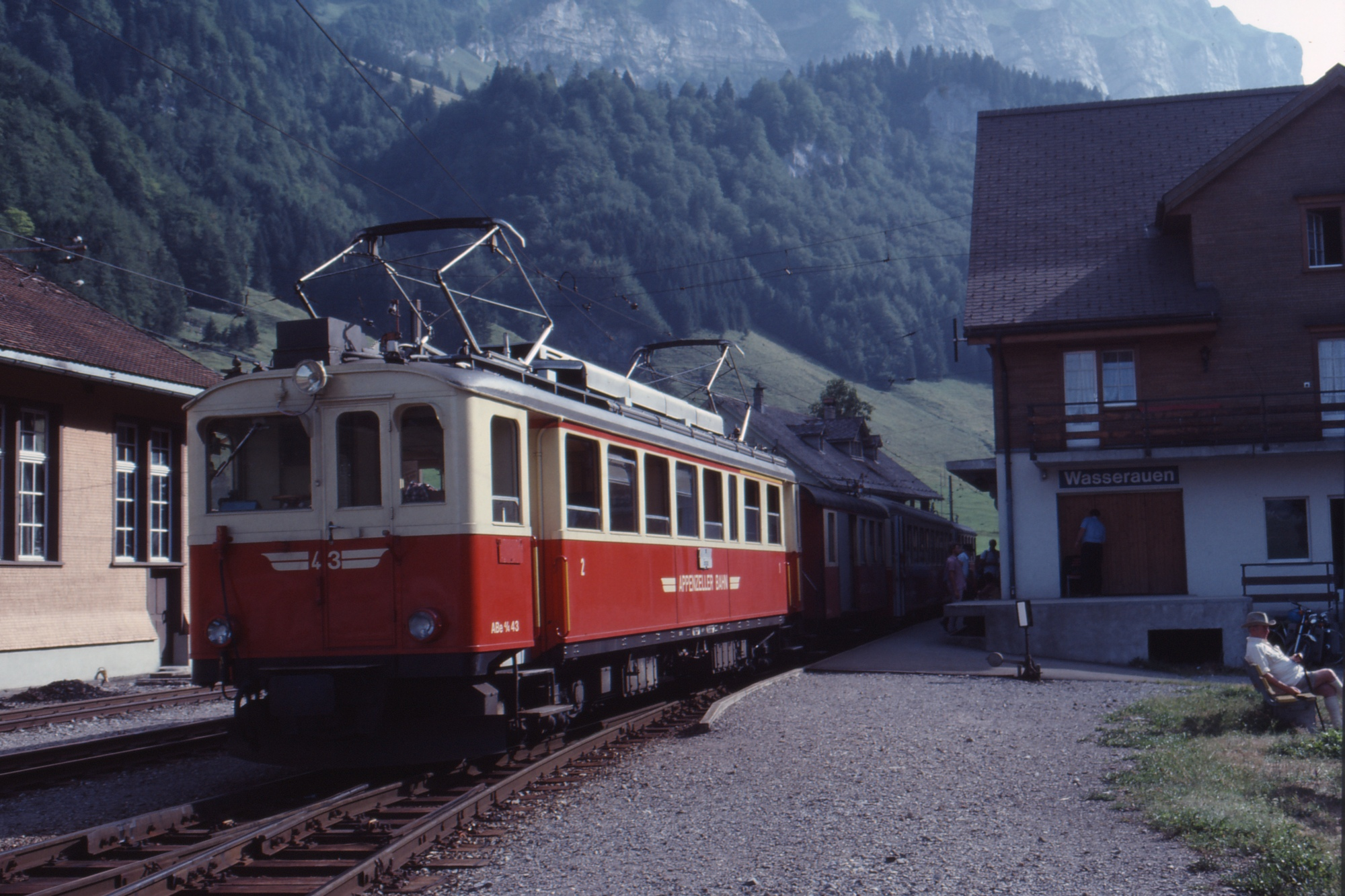
ABe 4/4 43 im Endbahnhof Wasserauen, 1983
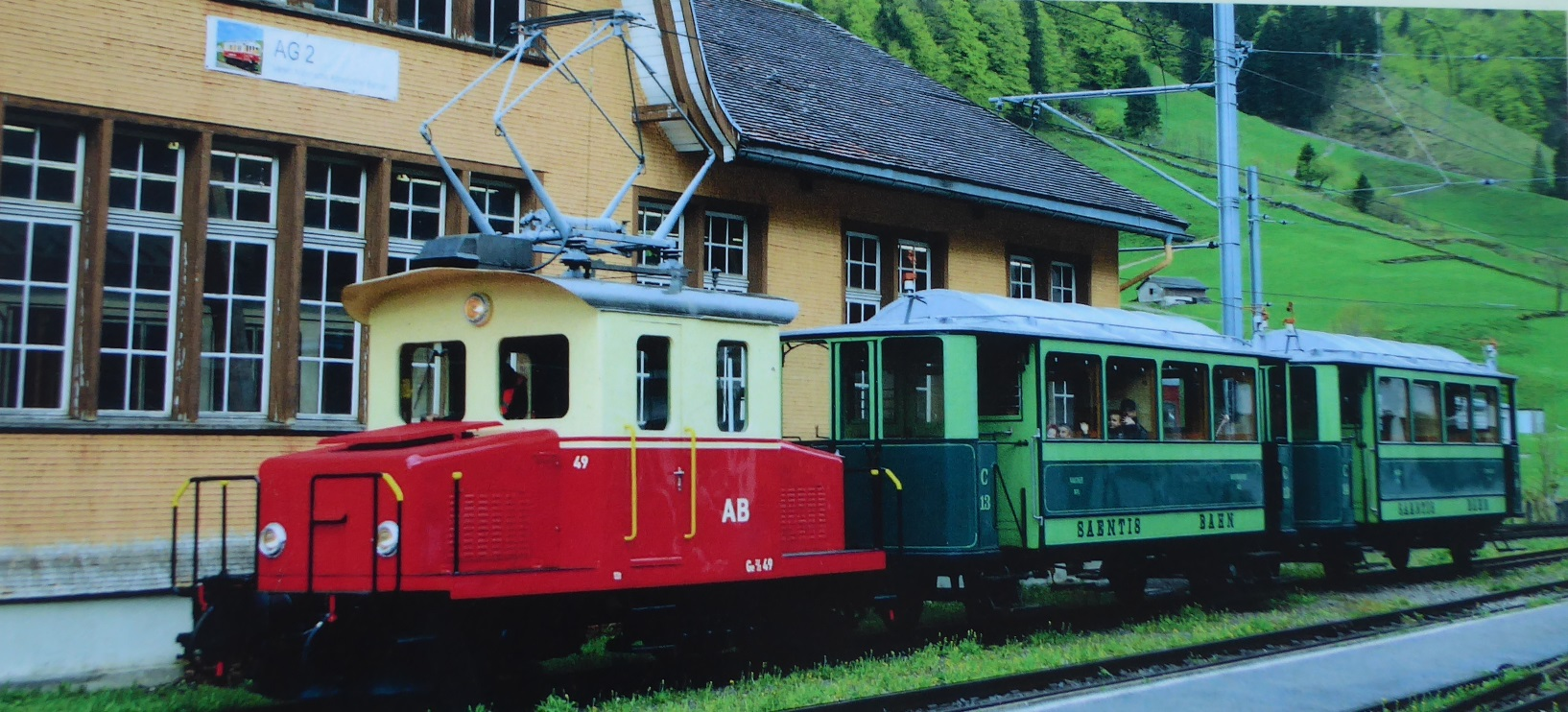
Te 2/2 49 mit den zwei Wagen der 1947 übernommen Appenzell-Weissbad-Wasserauen-Bahn
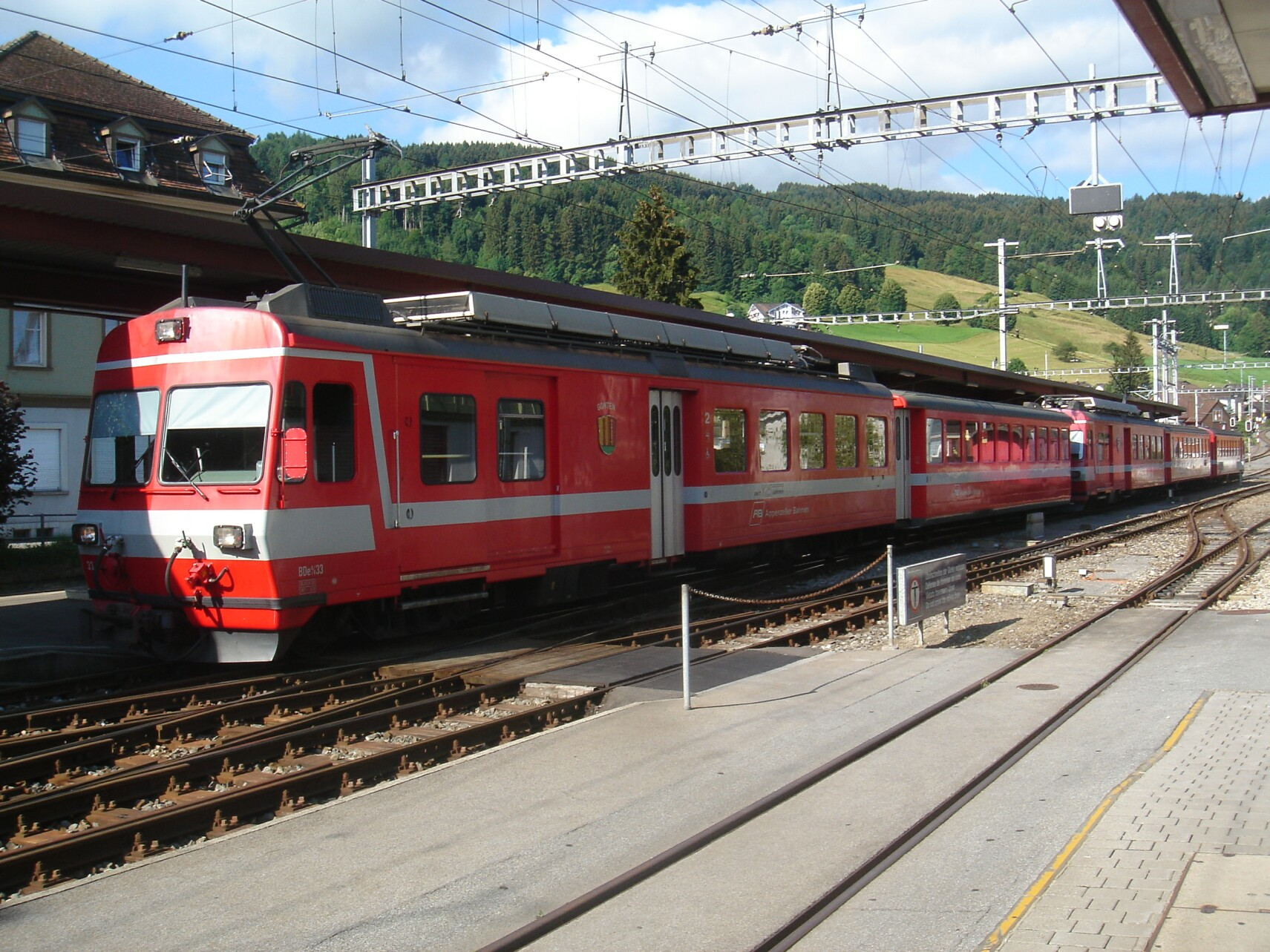
Aus dem Jahr 1986 stammender Triebwagen BDe 4/4 II 33 an der Spitze eines verstärkten Zuges